# Laguna veneziana (Beppe Ciardi)
Laguna veneziana è un dipinto di Beppe Ciardi, eseguito nel 1921 e appartiene alle collezioni d'arte della Fondazione Cariplo.

## Descrizione
La veduta, che sembra raffigurare le Fondamenta delle Zattere con la Giudecca in lontananza, è caratterizzata da pennellate dense e materiche e da un impianto cromatico omogeneo e finalizzato a ricreare effetti di luce particolarmente avvolgenti.

## Storia
Il dipinto venne acquistato dall'Iatituto Bancario Italiano nel 1967; da lì, confluì nel 1991 nel patrimonio della Fondazione Cariplo.